# Lindelse
Lindelse är en tätort i Langelands kommun i Region Syddanmark i Danmark. Tätorten har 316 invånare (2024). Den ligger på ön Langeland, cirka 8,5 kilometer söder om Rudkøbing.